# Wind Me Up
Wind Me Up is een nummer van de Belgische singer-songwriter Milow uit 2015. Het is de vijfde single van zijn vijfde studioalbum Silver Linings.
"Wind Me Up" is een popnummer met een rustig geluid. Verderop krijgt het nummer lichte jazz-invloeden met een saxofoon. De plaat werd een kleine hit in België, met een 5e positie in de Vlaamse Tipparade.

## Tracklijst
- Muziekdownload

1. "Wind Me Up" - 3:36